# Tuberculatus quercicola
Tuberculatus quercicola är en insektsart som först beskrevs av Matsumura 1917.  Tuberculatus quercicola ingår i släktet Tuberculatus och familjen långrörsbladlöss. Inga underarter finns listade i Catalogue of Life.